# Cleto (Italia)
Cleto (già Pietramala fino al 1863) è un comune italiano di 1 276 abitanti della provincia di Cosenza in Calabria.
È posto sul versante esterno della Catena Paolana ai piedi del Monte Sant'Angelo, nell'alta valle del torrente Torbido, affluente del fiume Savuto. È conosciuto come il "Comune dei due castelli", perché sul territorio comunale esistono due castelli medioevali: il Castello di Petramala (di epoca normanna, tardo-bizantino) e il Castello di Sabuci (di epoca angioina, XIII secolo).

## Geografia fisica
Il paese è posto a un'altitudine di 250 metri s.l.m., ai piedi del Monte Sant'Angelo. Non lontano dal Mar Tirreno, la sua posizione collinare porta a estati calde e inverni miti.
La vegetazione è quella tipica della macchia mediterranea, con gran parte del territorio coperto da ulivi (circa 200.000 piante), di cui il 90% di tipologia Carolea. Sono presenti anche diverse coltivazioni di agrumi, soprattutto nella zona ovest adiacente alle rive del Savuto.

## Storia

### Origini

#### Secondo la leggenda
Secondo la leggenda, nel periodo della guerra di Troia, nel X secolo a.C., la regina delle Amazzoni Pentasilea fu uccisa in battaglia da Achille. Cleta, sua nutrice, partì in nave con l'intento di darle sepoltura. Così Cleta, ancella di Enea, si giunse nell'area ed edificò la città che da lei prese il nome Cleto, realizzando così la profezia di Cassandra.
Cleto entrò in guerra con Crotone nel 16 a.C. I Crotoniati, con un esercito, uccisero la regina che, prima di morire, espresse il desiderio che tutte le regine dopo di lei portassero il suo nome: così "tutte le regine della città furono dette Cleta".
Nella Alessandra di Licofrone (poema del III secolo a.C.) è scritto che Caulone, figlio dell'amazzone Cleta, fu il fondatore della città di Caulonia.

#### Secondo le fonti
Come Terina e come Temesa, Cleta fu colonia di Crotone; come Temesa, si affrancò dalla città di Pitagora. Distrutta nel 16 a.C. dall'esercito di Crotone, Cleta conobbe un periodo di decadenza che si trascinò fino al 1000, quando la Calabria era costituita da una moltitudine di villaggi montani, isolati e autosufficienti, che facevano corona a una campagna abbandonata e alle coste in preda alla malaria.
L'antica Cleta, durante la dominazione normanna, mutò il suo nome in Pietramala, che rimase fino al 1862, quando divenne Cleto. Anche sul nome Pietramala le congetture sono molteplici. Oltre che alla possibilità che il nome derivi dalla famiglia feudataria, si pensa che possa significare "pietra dura", "cattiva", relativamente alla sua posizione, come scrive Vincenzo Padula: «Pietra grande, pietra inaccessibile a guisa di Piramide, [...] le sole formiche possono salire in Pietramala». Un'altra versione, che i nativi sono soliti raccontare e che il Padula riporta nei suoi scritti, narra che «Un vescovo essendovi rotta una gamba, volle che si chiamasse Pietramala».
Nei registri angioini che misurarono la popolazione calabrese del 1276, Pietramala è presente con 214 abitanti.
Si può ipotizzare la presenza di un abitato fortificato già in periodo altomedievale, poiché sono attestate nel periodo normanno notizie riguardanti il feudo di Pietramala, legate alla Badia dell'ordine Florense di Fontelaurato.
Divenuta importante e influente, l'abbazia ebbe il governo di vasti possedimenti e tenute, oltre che a Fiumefreddo Bruzio, anche a Pietramala, Savuto e Nocera Terinese, nel cui territorio vantava il possesso delle coltivazioni del "turbolo", con case e vigneti aggregati. Questi possedimenti, che si spinsero nell'attuale territorio di San Mango d'Aquino, furono confermati all'abbazia da Papa Clemente IV nel 1267, verso sud fin oltre il Savuto e a nord fino a Fuscaldo.
La Baronia di Petramala seguì con alterne vicende la storia della Contea di Aiello Calabro, della quale era parte integrante insieme con altri castelli e casali, e dalla quale riuscirà a ottenere una certa autonomia politica nel corso dei secoli.
Le prime intestazioni feudali risalgono al periodo svevo, quando il castello risulta essere appartenuto prima a Jacobus de Petramala e poi a Goffredo di Petramala.

### Periodo angioino (1266-1442)
Nel periodo angioino, Cleto risulta essere casale dello Stato di Ajello insieme ad altri feudi e castelli.
La rivolta contro il dominio angioino, scoppiata all'arrivo in Italia di Corradino di Svevia (1268), figlio di Federico II, vide la resistenza di Cleto, Ajello e di Amantea contro Pietro Ruffo.
Nel 1269 Goffredo di Petramala si vide confiscato il feudo e venne bandito dal regno come traditore, per essere rimasto fedele alla Casa Sveva, e il feudo passò a Guglielmo de Forest e successivamente a Pietro Barbaro di Napoli.
Nel 1270 il re Carlo I d'Angiò consegnava il Castello e la Baronia di Petramala al francese Ugo de Foret.
Nel 1273-77 risulta feudatario Guglielmo de Foret, un congiunto di Ugo, il quale veniva molestato nei suoi vassalli da Ludovico de Royre, signore di Aiello, tanto che dovette intervenire lo stesso re ad ammonire Ludovico. 
Nel 1276, Petramala figura fra i nuclei urbani censiti dal catasto angioino con 1 271 abitanti, insieme a Nocera Terinese (1325), Martirano (1816) e Nicastro (3637),  mentre Ajello, che contava meno di 1 000 abitanti, doveva pagare enormi tasse per il mantenimento delle milizie.

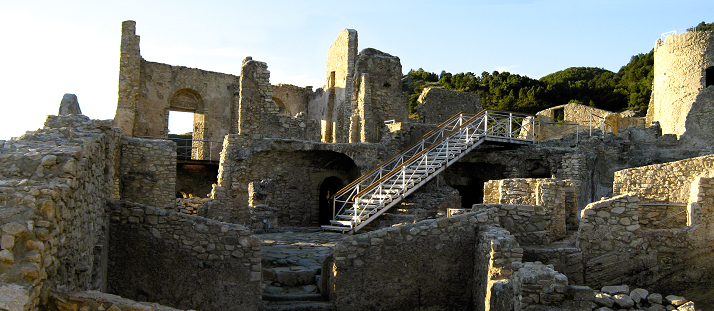
Interno del castello di Cleto

Nel 1278-79, fu feudatario di Petramala Giovanni Burbuno, milite e familiare di re Carlo I d'Angiò. Nello stesso tempo il re restituiva il feudo alla regia Curia in cambio di tutti i beni che la stessa possedeva nel casale Limate e consegnava il castello di Petramala a Giacomo di Roma, figlio di Federico, (a sua volta originato da un altro Giacomo, conte di Andria).
Nel 1282, in conseguenza dello scoppio della guerra del Vespro, le represse ma non spente forze 
antiangioine si destarono anche in Calabria e presero a parteggiare per re Pietro d'Aragona, che si considerava erede della corona sveva.
Carlo I d'Angiò fece costruire in questo periodo, a breve distanza dal castello di Petramala, un ben munito e forte castello sulla sponda settentrionale del fiume Savuto, per poter tenere sotto controllo l'ampia vallata, fino al mare, da dove era persistente il pericolo di sbarco delle navi siculo-aragonesi.
Nel 1285, scomparso tale pericolo, i due castelli, quello di Petramala e quello di Savuto furono dati in feudo alla famiglia dei Sersale e ad essi restarono fino al 1452.
Secondo l'Adilardi, che fa riferimento ad un “Regest.1314 c. fol. 240”, Petramala nel 1314 sarebbe stata feudo dei Guinsac, ma su questo casato tale autore non fornisce ulteriore dettagli.
Sotto il pontificato di Papa Giovanni XXII (1305-1314), in una nota dei Regesti Vaticani, risulta che Petremala fa parte dei Comuni della Diocesi di Tropea insieme ad Amantea, Nuceria, Augelli, Fluminis Frigidis.
Nel 1323 lo spodestato Goffredo di Petramala, che in quegli anni si era rifugiato in Sicilia, tornò furtivamente in Calabria con l'incarico ricevuto dallo stesso re Pietro d'Aragona di sollevare le popolazioni della riviera tirrenica, ma non riuscì mai più a riavere il suo feudo. 
Insediatisi stabilmente gli Angiò nel Regno di Napoli, Aiello ed insieme Cleto vengono incorporate nei beni della corona e da allora dipese direttamente da quei monarchi, che l'amministravano mediante Castellani o Capitani.
Nel 1327 Re Roberto confermava nell'incarico di amministratore dei feudi di Aiello, Petramala, Lago, Fagnano, Savutello, Cropani e Zagarise il sorrentino Antonio da Sersale, la cui famiglia già da diversi anni conduceva tali feudi.
I primi feudatari del periodo angioino avrebbero avuto con Aiello anche i casali tra cui Cleto in feudo a vita natural durante o per brevi periodi per la mancata continuità dei vari casati.
Nel XIV secolo, sembrerebbe attestata la presenza di un casato di Signori di Marano o Marani. Si tratterebbe di una famiglia estinta nel giro di poche generazioni. Si parla di un Raone investito del castello di Marano e di altri feudi dal re Roberto, nel 1337.
Nel 1360 si fanno i nomi di Gilberto, Filippo e Ruggieri, confermati nei loro titoli. Successivamente un Francesco figura come signore di Marano e titolare dei feudi nella valle del Savuto, un Mazzeo ottiene il titolo di capitano della cavalleria e risulta strettamente legato alla potente famiglia Sanseverino.
Nel 1421 Luigi III d'Angiò nomina capitano e castellano di Aiello “Giovanni” conferendogli in feudo le dipendenze di Pietramala, Lago e Savutello. Le terre, passate in proprietà di Andrea, nobile di Sorrento, ed ereditate dalla figlia Antonia e dal marito Artusio Pappacoda, furono vendute nel 1425 a Giovanni Sersale di Sorrento, con l'assenso di Luigi III tramite il suo giudice e consigliere Antonio Telesi.

### Periodo aragonese (1442-1503)

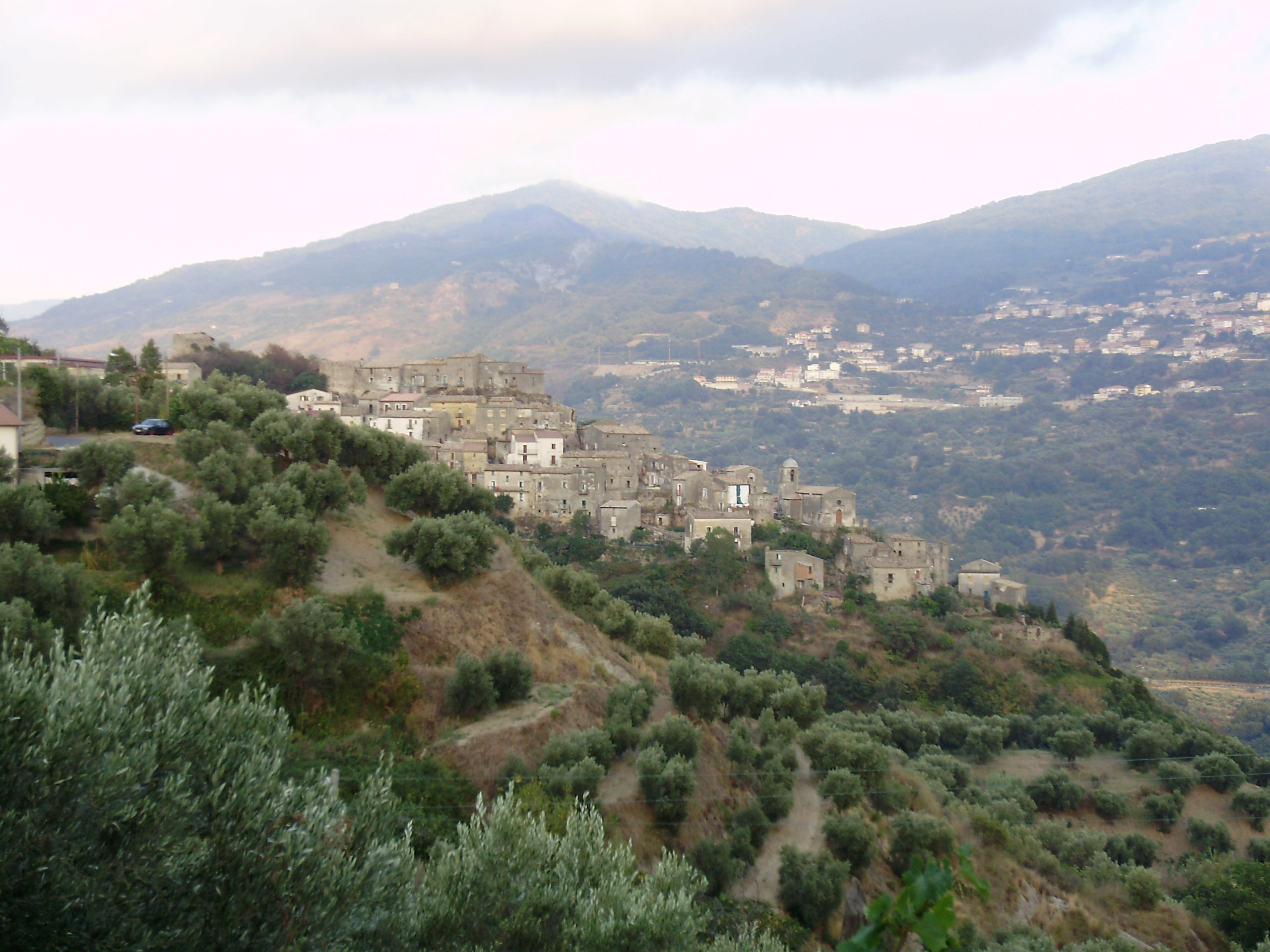
Savuto di Cleto

Nel periodo aragonese il feudo di Petramala, insieme a Lago e Savuto, è ancora alle dipendenze dello Stato di Aiello. 
Nell'investitura del feudo di Ajello si succedono due importanti famiglie: i Sersale di Sorrento, casato nel quale si distinse il noto Sansonetto, e la famiglia spagnola dei Siscar, cavalieri premiati dai sovrani per la loro costante fedeltà.
Nel 1442 Alfonso I, detto il Magnanimo, primo re aragonese di Napoli, conferì ai suoi seguaci nell'impresa della riconquista del Regno, privilegi e investiture di feudi. Con un documento datato 24 luglio 1442, fu concessa la castellania e capitania di Agello “pro se et suis heredibus” al nobile Antonio Sersale di Sorrento, signore di Savutello, Petramala e Lago. Il documento indica anche i compensi che avrebbero dovuto formare lo stipendio dei Sersale. 
Nel 1445 il sovrano gli assegnava uno stipendio annuo di 40 once (240 ducati) per la capitania e castellania della città.
In data 26 maggio 1452, con tre lettere indirizzate da Pozzuoli al Commissario del Re nel Ducato calabrese Antonio de Traiecto, all'Università ed uomini di Aiello ed al suo Viceré e Luogotenente Francesco Siscar, il re Aragonese ordinava ai suoi amministrati di voler accogliere benevolmente nelle terre il nobile Sansonetto Sersale, Capitano e Castellano di “Ajello, Petramala, Sabucto et lo Laco cum tucti loro raduni et pertinencii”.
Nella lettera inviata agli Aiellesi si legge:”Fideles nostri dilecti. Comandamove espressamente de certa nostra scientia per quanto avete cara la gratia nostra che debiate obbedire lo magnifico et fidele nostro Sansonecto Sersaro come Castellano et Capitaneo de questa terra, cussì como avete obbedito so patre per lo passato fini ad altro nostro comandamento in contrario, significandone che sopra questo ia scriviamo al nostro Vice Re di questa provincia et ad Misser Antoni dello Jecto nostro commissario”.
Ma nel 1452 e nel 1453 il re dovette intervenire a favore del Sersale, chiedendo aiuto anche al Viceré di Calabria, il suo devoto Francisco (de) Siscar di Valencia da Petramala.  Sansonetto si era reso in realtà protagonista di diverse angherie a danno della popolazione, e forse, rientrava tra quei feudatari il cui arrogante strapotere dava fastidio al governo centrale. Ma soprattutto aveva favorito gli Angioni nei loro tentativi di riconquista del regno: Giovanni d'Angiò era infatti sbarcato nel novembre del 1459, ed aveva nominato "il Mag.co" Giovanni Bertone castellano di Ajello. 
Secondo le fonti archivistiche aragonesi per questo periodo pervenute dalla raccolta delle tassazioni relative al sale ed al “focatico”, imposizioni fiscali correnti., 
Per Petra Mala risulta consegnare denaro “per lo sale de septembre”. Petramala il 22 settembre consegnava ad Andrea de Ponte, luogotenente di Renzo de Aflicto, regio tesoriere del Ducato di Calabria, tramite Giovanni de Lalina, la somma di 16 ducati,  e 7 e ½ grana. 

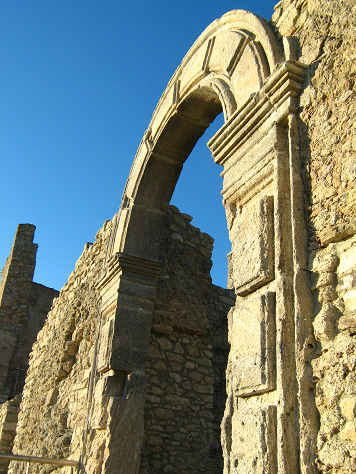
Arco - Cleto

Nello stesso mese, il 28 settembre si versavano 11 ducati, 2 tarì e 15 e ½ grana  “in alfosini chinque e lo resto moneta”. “Lo foculeri de Natale” veniva consegnato a Francesco de Alexandro tramite Frantolino de Lioni. Inoltre vennero introdotte le tasse per le concubine dei chierici.
Da un documento conservato nell'Archivio di Stato in Napoli si apprende che nel 1457 Don Francesco de Marano, signore di Lago e Laghitello, “venne a convenzione” con Sansonetto di Sorrento e permutò  “la mettà di Laco”, che era di suo possesso, con la terra di Petramala. Successivamente però il Marano, assieme a Geronimo Quattromano e a Sione Scaglione, nel 1462 si ribellarono a re Ferrante e questi privò allora il Marano del feudo di Petramala che concesse a Luca Sanseverino “Duca di Santo Marco”.
Nel 1461 lo spagnolo Francesco Siscar fu nominato dal re Ferrante “Generale Locotenente della Provincia di Calabria Citra” (1463-1480)  dopo aver sostenuto un assedio di ben sette mesi nel castello di Cosenza a seguito della sollevazione dei baroni in favore di Giovanni d'Angiò.
Il 27 aprile 1463 Ferdinando I d'Aragona concesse in feudo al Viceré Francesco Siscar la contea di Ajello con tutte le terre Pietramala, Lago, Laghitello, Serra, Motta di Savutello, per la sua fedeltà e i suoi meriti nel sedare le rivolte di Cosenza (1441) e del Centelles (1444). La dinastia dei Siscar sarà feudataria della Contea di Ajello per oltre un secolo, dal 1463 al 1567.
Francesco Siscar rimase alla guida dello Stato di Aiello e Cleto fino al 1480, ed alla sua morte gli successe il figlio Paolo, il quale durante l'ennesima guerra tra francesi e Aragonesi subì un lungo assedio nel castello di Cosenza.

### Periodo viceregnale (1503-1706)

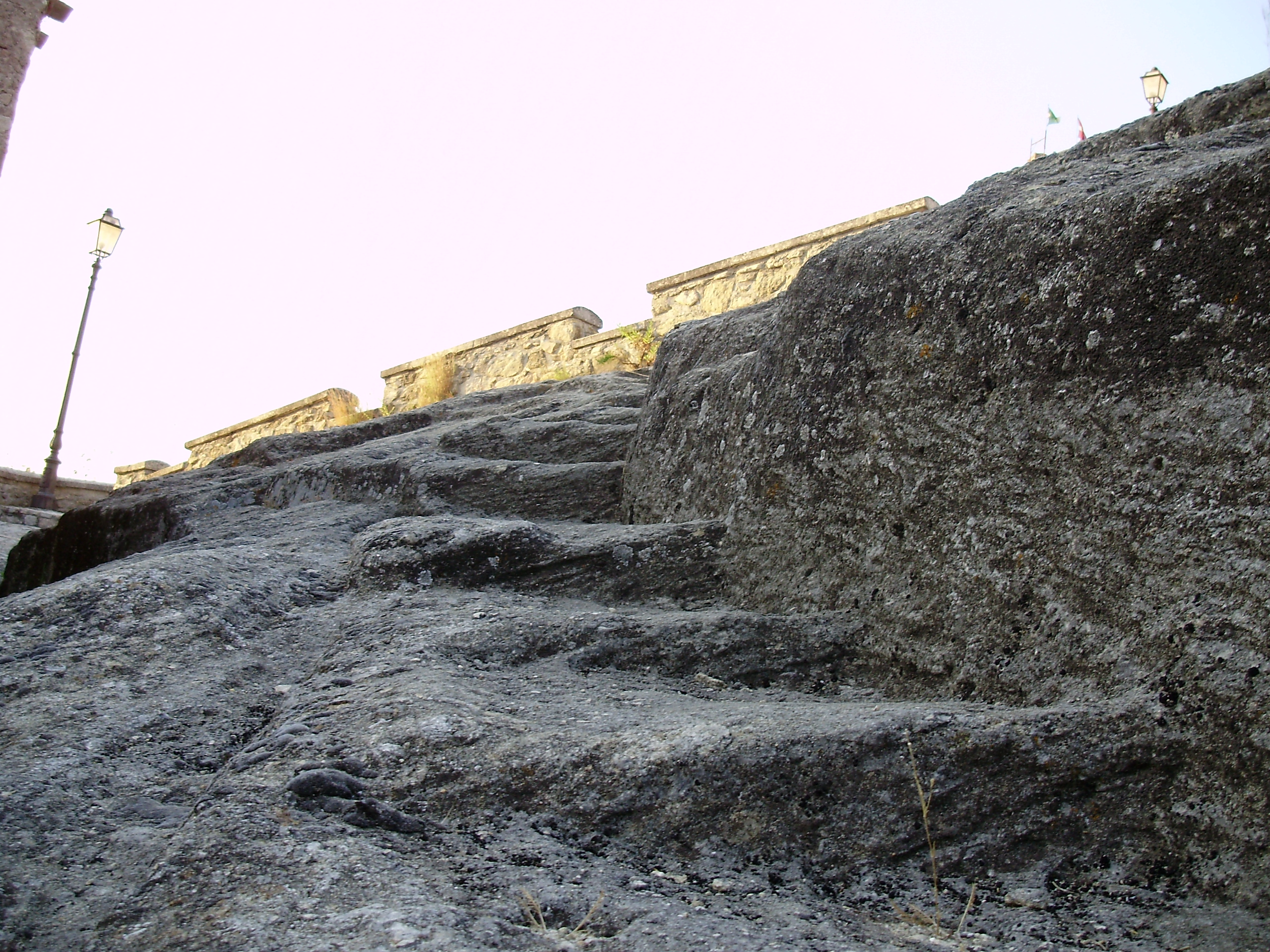
Scalinata verso il castello

Nel 1524, secondo un documento del 1698, godeva del privilegio comitale aiellese Don Alfonso Siscar, figlio di Antonio, a cui il 1º settembre dello stesso anno veniva spedita la significatoria, tassa consistente in circa 1154 ducati, da pagarsi per il Relevio dovuto per la morte del genitore a proposito del feudo di Petramala “et diverse annue entrate”.
Alfonso Siscar morì nel novembre 1528 e gli subentrò il figlio Antonio.
Nel 1544 Antonio II espose l'intenzione di vendere per 900 ducati a Giovan Tomaso Brancaleone la terra di Pietramala “cum eius Castro ecc.”; in seguito egli però vendette Petramala con “altre su Terre e Feudi” a Don Geronimo Gesualdo, a cui il 22 marzo 1548 era stata spedita la significatoria.
Successivamente, nello stesso anno 1548, il predetto conte venne a patti con Francesca de Vayso, sua ava, alla quale cedette il feudo di Pietramala in cambio di “tutti li suoi beni feudali e Burgensatici sistenti no Regno di Sicilia”.
Nel 1549 il conte di Aiello e Petramala, con documento scritto, cedeva a Donna Giulia Carafa di Napoli, vedova di Don Girolamo Gesualdo, il diritto di ricomprare dal di lui fratello Vincenzo la terra di Petramala e dalla zia Francesca Siscar quella di Savuto. Petramala costava ben 5370 ducati e Savuto 4600 ducati. L'acquisto dei due feudi comprendeva le terre con “suo castello, seu fortelleze, homini vaxalli, et redditi de vaxalli, stimo da Iurisdizione civile, criminale, et mixte, mero, mistoque Imperio, benj, membri feudi, bagliva, officio de mastro d'atti, ragionj, Iurisditionj, actionj et pertinentie qualsivogliano et Integro suo stato ecc.”. Il documento, una richiesta di regio assenso, è datato 15 settembre 1549. 

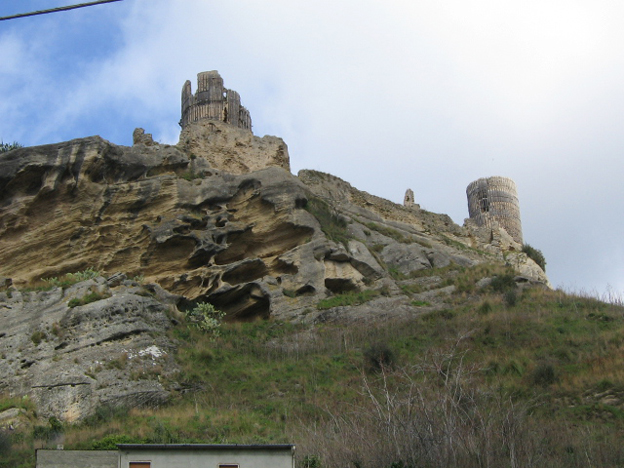
Il castello visto dal basso

Nell'anno 1552 risultava pagatore dei Relevi relativamente ad Ajello, Petramala e Savuto, Don Alfonso Siscar, figlio di Don Antonio.
Intorno al 1555, Petramala venne conquistata dai turchi e, come riferisce il Martire, “essendo detta terra saccheggiata da' turchi né secoli passati, il buon Marco (Mazza), sacerdote, per voler conservare la sacra pisside coll'ostie sacre venne da loro ucciso in odio della fede, come si ha per tradizione, riportato da Gualtieri nel suo Martirologio”.

#### Indipendenza (1565)
Un documento datato 1565 scritto da Giacobo Antonio Barbaro, inviato del Consiglio Reale, contiene una descrizione di Ajello, dal quale si ricava che Petramala e Savuto non facevano più parte dello “Stato”.
Nel 1567 si ebbe lo smembramento dello Stato di Aiello.
Nel 1569 Pietramala passò a Paolo Cavalcante, nobile di Amantea.
Nel 1574 la contea di Aiello fu comprata, dopo qualche passaggio di breve durata, dai Cybo-Malaspina, principi di Massa, per 38.000 ducati. L'avvento di questa famiglia, oriunda di Genova, in un feudo del Regno di Napoli va visto nel contesto di quel grande movimento di mercanti e nobili genovesi che avevano anticipato rilevanti somme ai monarchi spagnoli.
In quegli anni, degli abitanti di Petramala sotto l'egemonia dei turchi versavano a Cosenza ingenti somme di denaro per la liberazione dei loro congiunti.
Nel 1574 il castello di Petramala pervenne a Don Francesco Murano e da questi a Giovan Tommaso Cavalcante.
Nel 1577 la terra di Pietramala venne venduta all'asta a istanza dei creditori del conte Alfonso Siscar e per ordine della Real Corte, rimanendo aggiudicata a Giovan Tommaso Cavalcante “con le giurisdizioni di Baglive, officio di Mastro d'atti; Banco della Giustizia, e Cognizione delle Cause Civili, Criminali, e miste mero imperio”.

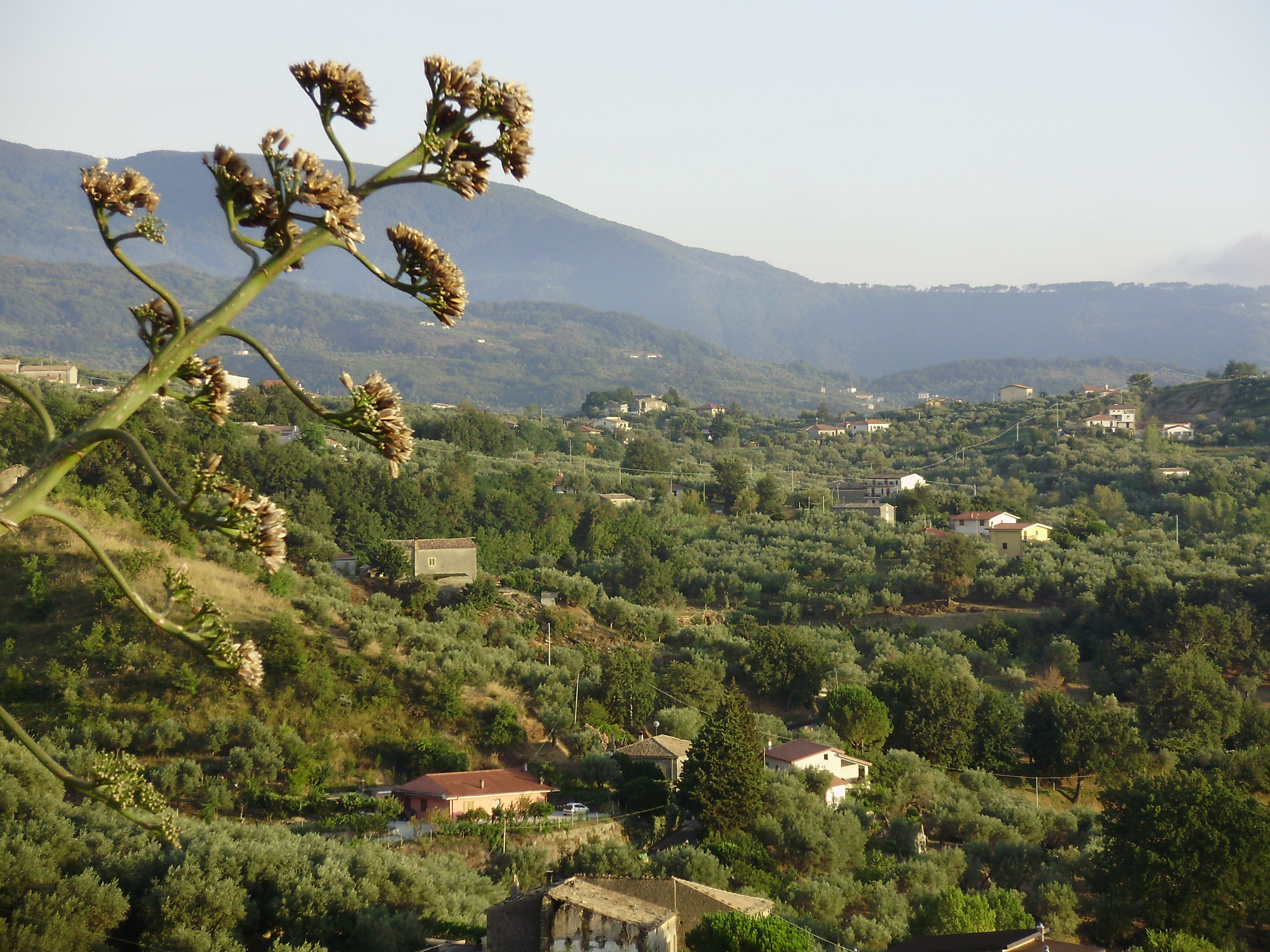
Veduta di Cleto

Morto Giovan Tomaso il 15 luglio 1562, gli successe il figlio Pietro Paolo, a cui il primo ottobre si spediva la significatoria.
Nel 1577 si prestava Regio Assenso alla vendita di Pietramala fatta da Pietro Paolo Cavalcante “in beneficio del Dr. Francesco Cavallo (seu Scipione) della Città di Amantea”, che risulta tassato per “detta terra” nel “Cedulario dell'anno 1579". A tale vendita si oppose l'Università, che presentò un “memoriale all'Illustre Viceré di quel tempo supplicando esser ammessa al R. Demanio” e offrendo di pagare quanto richiesto dal Cavalcante. La Regia Camera approvò il 7 maggio 1580 e il 26 agosto spedì il “Regal Privilegio”. Ma, da una lettera che “El Rey” di Spagna spedì al “Visorey Lungarteniente Y Capitan General” il 4 novembre 1580, “Scipion Cavallo” risultava “Baron de Petramala”, come pure nel 1582.
Non sappiamo quanto tempo il Cavallo sia rimasto titolare del feudo di Pietramala (dal Cedolario 75 sembra fino al 1583), ma non dovette riuscire ben accetto ai suoi sottoposti, dato che nel 1579 l'Università, che lo considerava sempre “pretenso barone”, lo denunciò per usurpazioni e malversazioni.
Nel 1577 il feudo di Petramala fu acquistato da Scipione Cavallo, patrizio d'Amantea, che aveva già commesso usurpazioni e soprusi ai danni degli abitanti del luogo, come si ricava da una denuncia sporta alla Regia Corte dall'Università di Petramala contro di lui, considerato non legittimo signore ma “pretenso barone”.
Nel 1583 gli abitanti di Petramala si rivolsero alla Regia Corte denunciando il Barone per usurpazioni e maltrattamenti: dopo una lunga lite, furono dichiarati liberi da vincoli feudali. Ma, non potendo far fronte ai numerosi impegni finanziari ai quali era soggetta, l'Università di Pietramala fu costretta a vendersi e il 1603 fu riconosciuto Signore di Pietramala Carlo d'Aquino, il quale ottenne dalla regia Camera il possesso della città per 26.000 ducati. 
Nel 1601 un Don Carlo Siscara concorse inutilmente all'acquisto del feudo di Pietramala.
Nel 1601 l'Università di Pietramala, che frattanto si era affrancata, non riuscendo più a soddisfare i creditori e non trovando rimedio alcuno per sanare i propri mali, dovuti alle tasse e ai vari esosi Commissari, decise di chiedere alla Real Corte il permesso di uscire dal Demanio e vendersi al miglior offerente. Sempre nel Cedolario si dice che, se non si fosse provveduto alla vendita richiesta, Petramala “in breve tempo si saria disabitata non solo con ruina de loro Cittadini, ma anco con danno della Regia Corte”.

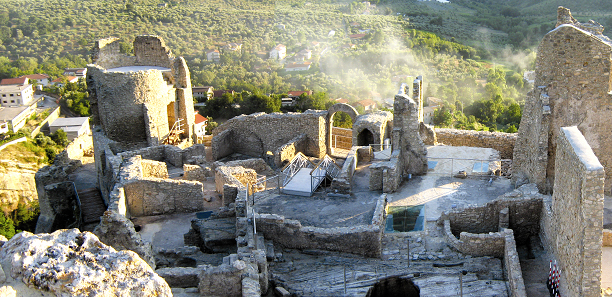
Castello di Cleto - veduta

Nell'occasione spuntò ancora Scipione Cavallo, che pretese, come ex-feudatario, di essere considerato il preferito: ma la Regia Camera decise altrimenti e provvide a bandire regolare asta. Tra le tante offerte pervenne quella di Don Carlo Siscara, a mezzo del procuratore Giovan Domenico Tasone, ma prevalse il 1º luglio 1603 quella del Dott. Pietro Alesio Boiano, che offrì per Petramala 22.500 ducati. 
L'8 luglio successivo però Don Carlo D'Aquino, principe di Castiglione, depositò nel banco genovese degli “Spinola, Ravaschiero e Lumellino” 26.000 ducati e fece istanza alla Regia Camera d'acquistare lui la Terra di Pietramala. La Regia Camera rispose positivamente: l'11 luglio ordinò al capitano della Terra di Motta Santa Lucia d'immettere in possesso del privilegio il d'Aquino e, per esso, il procuratore Ambrosio Fido.
Nei primi anni del XVII secolo e probabilmente nel 1605, anno in cui Filippo III elevò il marchesato di Aiello in ducato, i Cybo-Malaspina, successori di Alberico, comprarono dai d'Aquino il castello e il feudo di Petramala. Il 1º luglio 1606 Carlo d'Aquino, Principe di Castiglione e Conte di Martirano, acquistò all'asta, a danno di Francesco Scipione Cavallo e per il prezzo di 26.000 ducati, il casale di Pietramala col dipendente feudo di Turboli.
Nel 1616 Petramala veniva ad appartenere, come per assenso regio del 2 gennaio, al Dott. Ercole Iannuccio o Giannuzzi. Morto il Dott. Ercole il 26 gennaio 1637, il feudo pervenne al figlio Odoardo, cui nel 1640 era spedita la significatoria e che avrà il feudo fino al 1652, fortificandolo nel periodo compreso fra i due terremoti.

#### Periodo Giannuzzi-Savelli
I Cybo-Malaspina di Aiello mantennero il feudo di Petramala fino al 1629, anno in cui D. Carlo Cybo lo vendette per 30.000 ducati al barone Odoardo Giannuzzi-Savelli. 
Nel 1616 la Città di Ajello dovette ricorrere ai prestiti del barone di Pietramala Ercole Giannuzzi, come documentano atti notarili del 1622 e 1628. Si dice che il duca Carlo Cybo (figlio di Alberico morto il 1623) abbia allora venduto Petramala ai Giannuzzi, tramite il suo agente Sertorio Stefanizzi: in realtà il Principe Cesare D'Aquino, cedente, ne era già titolare dal 1615 e nel 1592 Savuto era passato al conte Carlo D'Aquino.
La famiglia Giannuzzi Savelli avrebbe avuto origine da un Giovannuzzo Savello, figlio di un Dottor Antonio Savello, patrizio romano giunto in Aiello assieme al figlio nel 1421 per sottrarsi a delle persecuzioni politiche.
Sotto i Giannuzzi-Savelli Petramala ebbe un notevole incremento demografico, passando dagli 825 abitanti del 1644 ai 1 556 abitanti del 1798, e divenne una baronia indipendente, con vita autonoma; tale rimase, per più di un secolo, sotto la stessa signoria, fino all'abolizione della feudalìtà. 
Il primo barone di Petramala fu Odoardo Giannuzzi-Savelli, a cui successe Giovan Battista Giannuzzi-Savelli, che restaurò il castello dandogli miglior forma e fortificandolo. Gli ultimi feudatari furono Emilio e Domenico Giannuzzi-Savelli. Bernardino Giannuzzi-Savelli, figlio di Domenico, divenne Ministro di Grazia e Giustizia e dei Culti (25 maggio 1883-30 marzo 1884) del Regno d'Italia e fu nominato Senatore il 12 giugno 1881. 

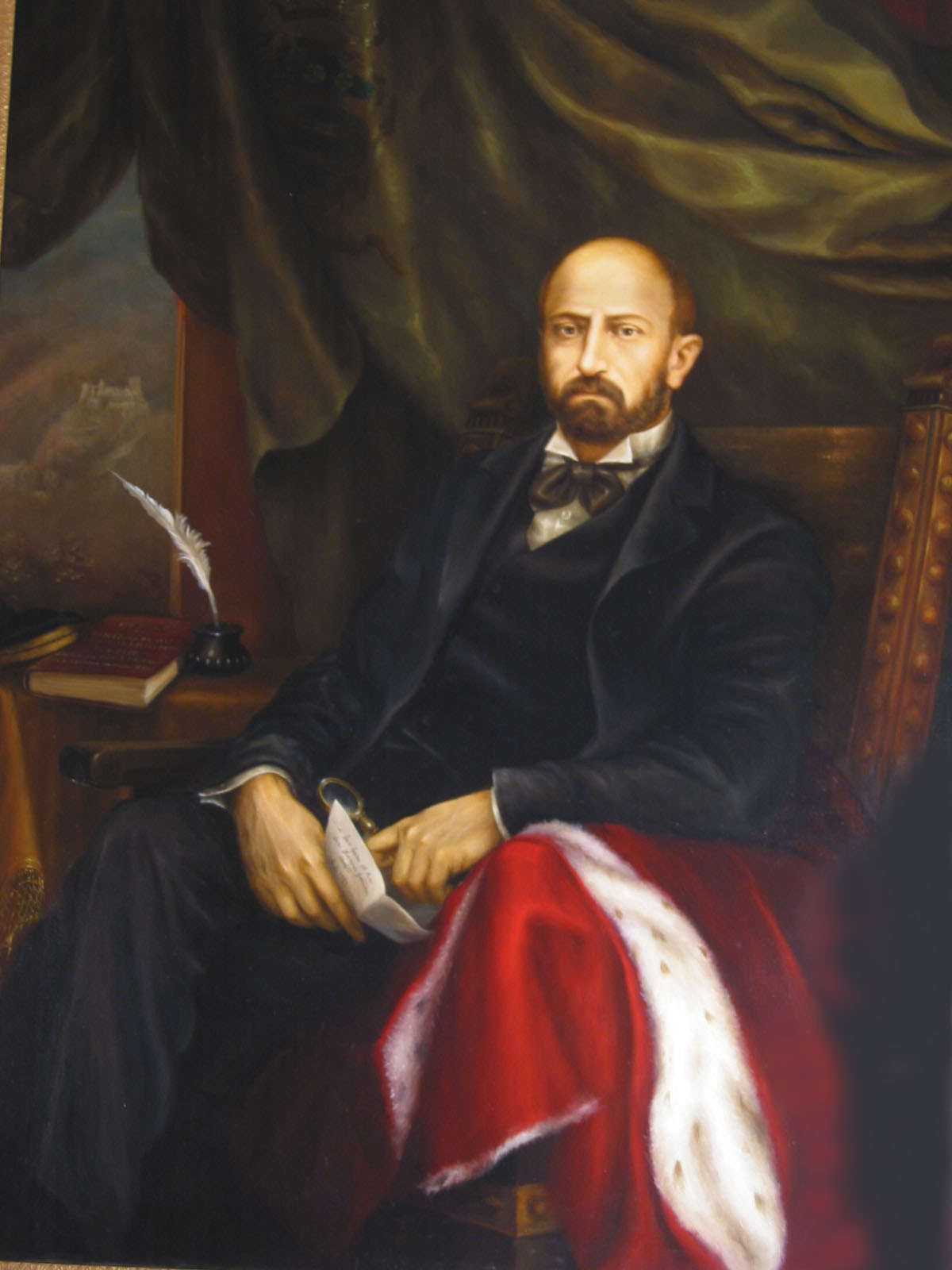
Bernardino Giannuzzi-Savelli, Senatore e Ministro di Grazia e Giustizia del Regno d'Italia, 1883 - Sullo sfondo Cleto

Il 27 marzo 1638, il terremoto causò danni e 53 vittime: Pietramala si vide costretta a rinnovare la richiesta di sgravi fiscali, già avanzata a seguito della crisi.
Nel 1648 l'Università di Pietramala divenne titolare di tutte le entrate feudali.
Nel 1656 ci furono peste, crisi economica, malaria, incursioni dei pirati turchi, emigrazione.

### Dominazione borbonica (1734-1806)
Il re Carlo III di Borbone attuò una politica liberale, diminuendo i privilegi dei nobili e del clero,  realizzando il censimento catastale  (1741), incentivando l'economia ed il progresso sociale.
Poca importanza ha, con il generale abbandono delle fortificazioni, che il castello fosse ormai distrutto, come attesta un atto notarile del l789, in cui vediamo un esponente della famiglia Giannuzzi, Scipione, rappresentare il Di Tocco.
Nel 1799, il cardinale Ruffo, a causa dello schieramento di Ajello in favore della repubblica partenopea, sequestra il feudo ai Cybo-Di Tocco, nominando amministratore il barone Lelio de Dominicis sino al 1801. 
Quindi il feudo fu perso definitivamente a causa delle leggi sull'eversione della feudalità (1806 – 1808).

### Dominazione francese (1806-1815)
Nel decennio francese la cittadina passa nella giurisdizione del cantone di Belmonte, quindi nel governo di Rogliano, sino al 1811, anno in cui diventa capoluogo di Circondario (comprendente Terrati, Serra, Lago, Laghitello, Pietramala e Savuto).

### Risorgimento e Novecento
Pietramala partecipa al movimento risorgimentale contro il governo borbonico con Nicola Pagliaro, accusato nel 1847 di cospirare contro la sicurezza dello Stato, e con Federico Spanò e Luigi Scorza, accusati di complicità in un mancato regicidio.
Al momento dell'Unità d'Italia, Pietramala, che aggrega pure la frazione di Savuto, arriva a contare complessivamente 1 515 abitanti e nel 1863 il paese cambia la denominazione in Cleto. Nel 1928 la cittadina viene retrocessa a frazione ed aggregata ad Aiello, ma nel 1934 Cleto ottiene di nuovo l'autonomia amministrativa e torna ad essere un Comune.
Nel 1946 la Repubblica vince il referendum: 881 voti contro i 543 dati al sistema monarchico.
Dal dopoguerra si susseguono diverse amministrazioni a maggioranza Democrazia Cristiana fino al agli anni ottanta.

## Monumenti e luoghi d'interesse

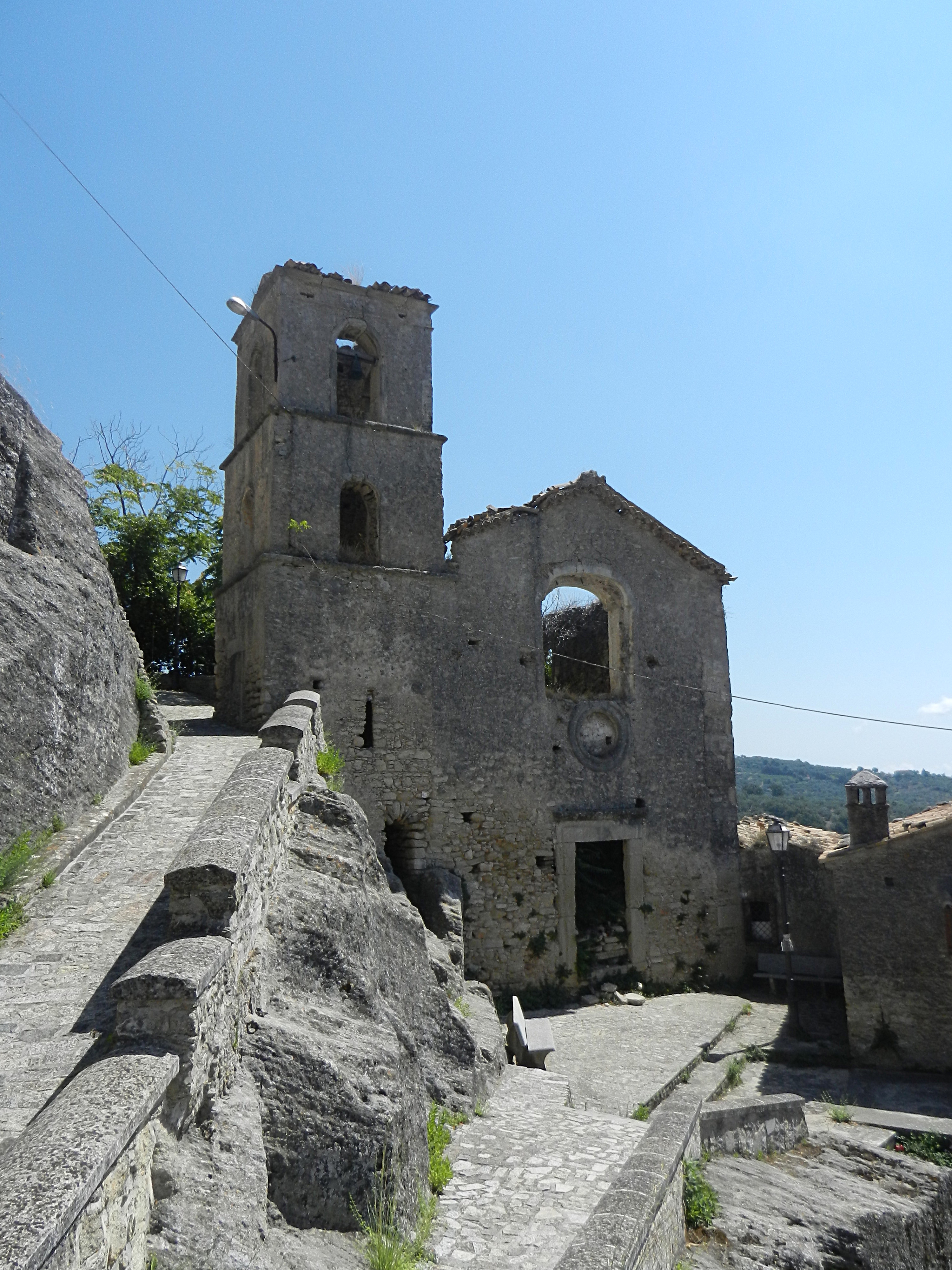
La Chiesa del Santissimo Rosario

### Architetture religiose

#### Chiesa della Consolazione
Eretta nel 1600 (e restaurata nell'Ottocento), ha un campanile a bulbo (o cipolla) ricurva con manto di maiolica policroma gialloe. verde (XVII secolo), affreschi ottocenteschi di R. Aloisio da Aiello e un dipinto ad olio su tela, con la Madonna della Consolazione che però fu trafugato. Su tutto il pavimento della Chiesa è raffigurato in diverse dimensioni il Fiore della vita.

#### Chiesa di Santa Maria Assunta
La Chiesa Matrice risale al 1500. Ha una struttura a tre navate, senza transetto con un'abside semicircolare collocato ad est. Analizzando la struttura, è ben evidente nella parte del prospetto sud, un arco in pietra tamponato, testimonianza di un antico impianto, forse modificato o ricostruito a causa dei vari terremoti che hanno interessato la zona in passato. Sono presenti due portali: uno nella facciata principale di fattura seicentesca; il secondo sul lato nord, una semplice arcata a tutto sesto, che poggia su degli elementi in pietra.
Il campanile ha forma quadrata e s'innalza a tre livelli scanditi da cornici modanate. Ha una copertura conoidale, rivestita d'intonaco, su un tamburo ottagonale. La struttura è costruita completamente in muratura portante con la pietra locale. Si notano diversi interventi quali il tamponamento da alcune finestre originali in pietra, la trasformazione delle esistenti e uso di materiali moderni. Internamente si possono ammirare una serie d'elaborati stucchi che ricoprono tutte le navate, realizzati da anonimi maestri artigiani, completamente di color bianco (voluto o causa dei lavori non terminati) particolare nel suo genere.

#### Chiesa del Santissimo Rosario
Simbolo del terribile terremoto del 1908, che la condannò a diventare un rudere. Di difficile datazione a causa delle varie ricostruzioni nelle varie epoche, gli interni si caratterizzano dalla presenza di alcuni stucchi seicenteschi.

### Architetture militari
Castello di Savuto

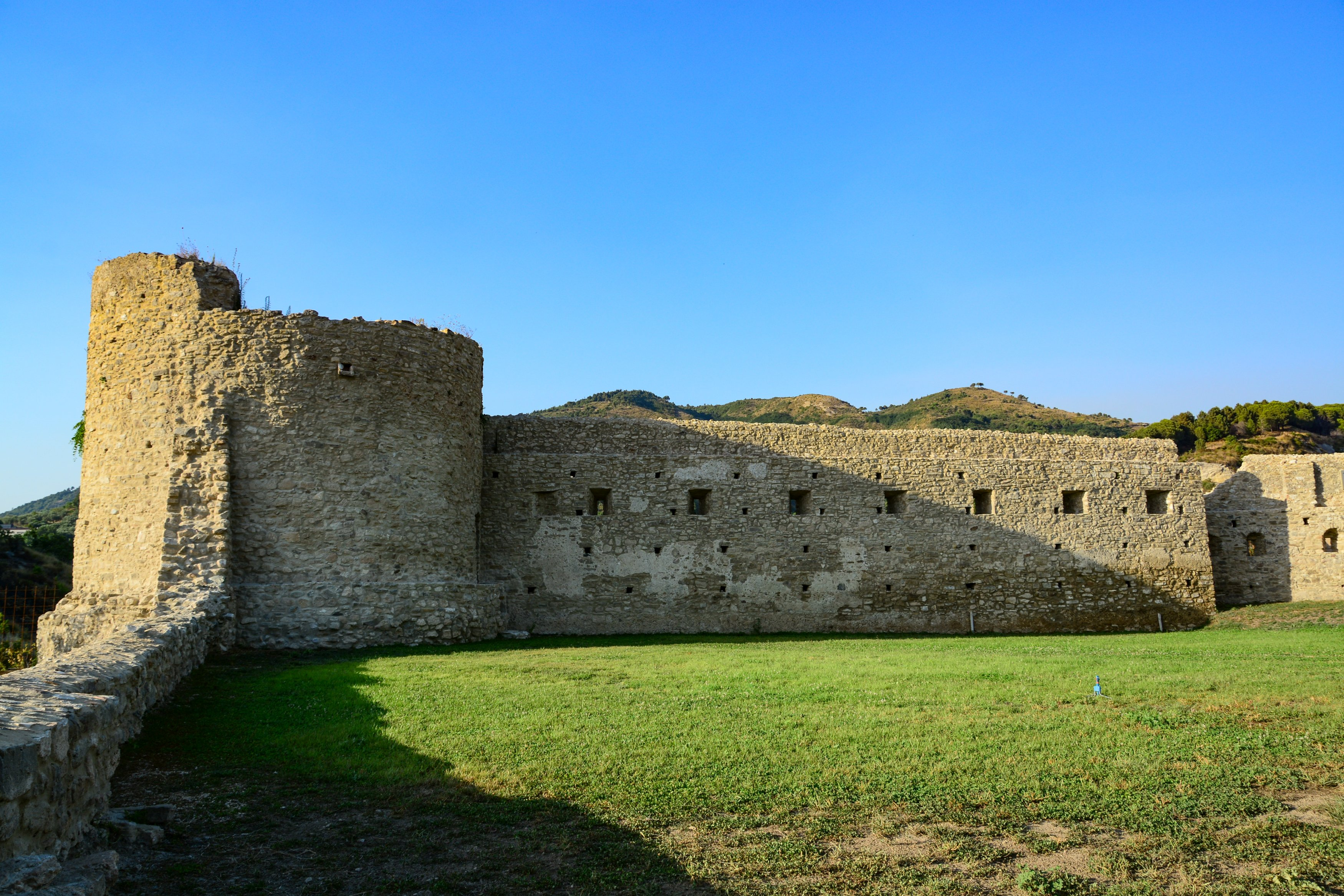
Piazza d'armi del Castello di Savuto

Detto anche Castello Sabuci, è situato nella vicina frazione di Savuto. In parte recuperato e restaurato negli anni 2014, presenta un ingresso con arco a tutto sesto. Si caratterizza per i suoi cortili interni e la "piazza d'armi", i punti panoramici, gli ambienti e le torri. Su una parete d'ingresso si trova un'iscrizione fatta incidere da Eliodora Sabiase, moglie di Ascanio Arnone (Regio Thesoriere di Calabria Citra), risalente al XVI sec. Attualmente accessibile e visitabile (con orari e giorni d'ingresso calendarizzati), funge da teatro naturale per eventi di natura culturale quali spettacoli teatrali e musicali, ma anche location per matrimoni e eventi privati.
Castello di Petramala

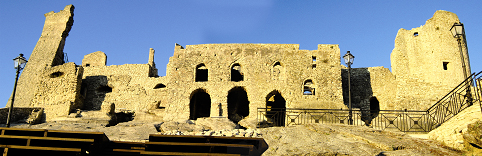
Una facciata del Castello di Cleto

Le origini del Castello di Cleto sono da far risalire al tardo bizantino. I Normanni si stabilirono sulle pendici del Monte Sant'Angelo, sulla cui cima costruirono il castello per scopi difensivi. Caratteristiche sono le due torri su cui la seconda è possibile salire sul tetto, l'avancorpo finestrato, l'arco di accesso e alcune stanze. Inoltre custodisce al suo interno alcuni "silos" scavati nella roccia sottostante per la conservazione del grano che, in seguito, furuno utilizzati per la raccolta di acqua e conservazione di derrate alimentari.

### Altro
Fontana Cece
L'area di Cece, località Pantano, è di eccezionale rilevanza archeologica. In essa alcuni scavi hanno portato alla luce una tomba a grotticella intatta e risalente al XIV secolo a.C. i cui reperti si trovano presso l'Università degli Studi di Perugia. In precedenza (primo Novecento) l'Archeologo Paolo Orsi ha rinvenuto due asce di rame datate alla fine dell'Eneolitico e altri reperti in bronzo ora conservati al Museo Archeologico di Reggio Calabria.

## Società

### Dati demografici
Nel 1961 Cleto contava 2 492 abitanti, con più abitanti nella frazione di Savuto (1.180) che nel capoluogo (1.109); il resto viveva nella frazione di Torbido (203). 40 anni dopo, i dati Istat assegnavano a Cleto 1 373 abitanti, con 847 abitazioni a fronte di 486 famiglie.

### Evoluzione demografica
Abitanti censiti

## Geografia antropica
Centro storico
Si accede al centro storico mediante quattro porte: Porta Pirillo a sud, Porta Forgia ad ovest, Porta Cafarune ad est e Porta Timpone o Motta a nord-ovest. Alla sera le porte venivano chiuse e sorvegliate e il paese s'isolava così dal resto del territorio. Porta Pirillo così chiamata perché la piazzetta antistante aveva ed ha la forma di una pera; Porta Forgia antistante un'altra piazzetta ove i "forgiari" lavoravano il ferro per costruire le armi; Porta Cafarune chiamata così dal nome della persona addetta alla sorveglianza della gente che ne usciva o ne rientrava; Porta Timpone perché vicino ad un dirupo dal quale era impossibile avventurarsi.
Il comune si suddivide principalmente nei due centri di Cleto e Savuto; sono presenti inoltre diverse contrade con abitati sparsi, di cui le principali sono Marina di Savuto, Pianta, Passamorrone e Sant'Antonio.

## Sport
Ha sede nel comune la società di calcio ASD Cleto, che ha disputato campionati dilettantistici regionali.
È possibile effettuare numerosi percorsi trekking che variano tra loro per tipologia, interesse e difficoltà. C'è il cosiddetto Sentiero dei tre castelli (23 km), un percorso che conduce a Petramala, il borgo di pietra (5 km) e i cosiddetti Sentieri dell'Olio (6 km).

## Amministrazione

### Gemellaggi
- San Mango d'Aquino